# Красиво (пісня)
Красиво — пісня Тіни Кароль, випущена 1 липня 2021 року. Композиція записана в співавторстві з Аркадієм Александровим і є 3-ім синглом з альбому «Красиво». У вересні 2022 року, співачка представила англомовну версію трека.

## Опис
«Красиво» — є заголовним треком нового однойменного альбому Тіни Кароль.
Як вже було зрозуміло зі «скандального» синглу Скандал, Тіна Кароль робить спробу зміни жанру, тому Красиво пронизаний електронними семплами.
Альбом «Красиво» підкорив стриминговые чарты України, Азербайджану, Білорусі і Грузії, а також Казахстану, звідки співачка нещодавно повернулася з промо-тура в його підтримку

## Відеокліп
Режисером відеороботи став Indy Hait.
Сюжет кліпу «Красиво» розгортається в ліфті. Тіна Кароль заходить в нього в строгому діловому костюмі, але як тільки ліфт розпочинає рух вгору, починає танцювати, зриваючи з себе одяг. Танці стають все палкішими, і ліфт підвисає між поверхами в невагомості.
На своїй сторінці в соцмережах Тіна Кароль пояснює символізм сюжету:
Рух ліфта символізує підйом наших почуттів, коли ми сліпо закохуємося. Пісня «Красиво» — це ода сміливій дівчині, яка любить тільки тому, що такий її вибір. 
Окремо варто відзначити пристрасні танці Тіни Кароль на … туфлях-роликах! Хореографом-постановником кліпу виступила Марина Кущова, яка раніше працювала над кліпами «Скандал», «Хороший хлопець» і лайв шоу «Красиво».

## Live виконання
2021 р. — Красиво (live session 2021)
2021 р. — Atlas Weekend  

## Список композицій
Автор слів Тіна Кароль, Аркадій Александров, автор музики Тіна Кароль, Аркадій Александров. 
| Цифрове завантаження, стримінг | Цифрове завантаження, стримінг | Цифрове завантаження, стримінг |
| #                              | Назва                          | Тривалість                     |
| ------------------------------ | ------------------------------ | ------------------------------ |
| 1.                             | «Красиво»                      | 3:16                           |
| 2.                             | «Красиво» (IKSIY Remix)        | 2:48                           |
| 3.                             | «Красиво» (Live)               | 3:32                           |
| 8:96                           |                                |                                |